# Горбуново (Кировская область)
Горбуново — деревня в Сунском районе Кировской области в составе Курчумского сельского поселения.

## География
Находится на расстоянии примерно 15 километров на северо-восток от районного центра поселка Суна.

## История
Известна с 1678 года, когда в ней было 3 двора, в 1764 году было 84 жителя. В 1873 году учтено было дворов 13 и жителей 96, в 1905 22 и 147, в 1926 24 и 151, в 1950 22 и 147. В 1989 году учтено 149 жителей.

## Население
Постоянное население составляло 42 человека (русские 93 %) в 2002 году, 40 в 2010.